# Tun-museet
Tun-museet er en udstilling om tunfiskeri i grejhuset på Odden Havn.
Tun-museets udstilling viser historien om tun og tunfiskeri i et nordatlantisk og kulturhistorisk perspektiv. Udstillingen er indrettet i det tidligere grejhus ved lystbådehavnen
Udstillingen handler om Thunnus thynnus, den blåfinnede tun, der gæstede de danske farvande og blev fisket ved Sjællands Odde i en periode på 40 år, fra 1920-1960. Omkring 1960 sluttede eventyret, i dag er den blåfinnede tun en alvorligt truet fiskeart i hele det atlantiske område.